# Ryan Lewis
Ryan Lewis, né le 25 mars 1988, à Spokane dans l'État de Washington, est un producteur, rappeur, disc jockey, et photographe américain. Depuis le début de sa collaboration avec l'américain Macklemore, en 2008, il produit, enregistre, réalise et mixe tous leurs morceaux. Il réalise les clips musicaux Same Love, Thrift Shop, And We Danced, Otherside (Remix), Thrift Shop dépassant les 1 milliard de vues sur le site YouTube.

## Biographie

### Jeunesse
Ryan Lewis est né le 25 mars 1988 de Julie et Scott Lewis. Lewis a deux sœurs, Teresa et Laura, de quatre et deux ans ses aînées, respectivement. À un très jeune âge, il joue de la guitare dans des groupes de rock, et s'intéresse significativement à la musique à 15 ans. Il étudie à la Ferris High School de Spokane dans l'État de Washington, et ressort diplômé de la Roosevelt High School de Seattle. Il est également diplômé de l'Université de Washington,.

### Débuts (2006–2008)
Lewis devient un vidéographe et photographe professionnel. En 2008, il publie son premier EP, Instrumentals, avec quatre chansons de hip-hop alternatif,. La même année, Lewis collabore avec le MC Symmetry, originaire de Rhode Island, sur un LP auto-intitulé,.

### Carrière avec Macklemore (depuis 2009)
Lewis rencontre Macklemore en 2006 mais ce n'est qu'en 2009 qu'ils collaborent pour former le duo Macklemore et Ryan Lewis et publier l'EP The VS. EP. En octobre 2010, il produit l'EP VS. Redux et, en décembre, leur premier single, My Oh My,. La chanson Wings est publiée le 21 janvier 2011, suivie de Can't Hold Us en featuring avec Ray Dalton le 16 août 2011. Leur album The Heist est publié en octobre 2012. Les singles My Oh My, Wings, et Can't Hold Us sont annoncés sur l'album – comme pour le nouveau single Make the Money. Can't Hold Us est utilisée pour une publicité britannique pour la marque de bières Miller en juin 2012. Same Love est publiée le 18 juin 2012, et les chansons White Walls en featuring avec Schoolboy Q et Jimmy Iovine avec Ab-Soul sont confirmées sur l'album.
Le 30 octobre 2012, Lewis participe au Ellen DeGeneres Show chantant leur single Same Love, puis une nouvelle fois le 18 janvier 2013, chantant leur single Thrift Shop. La chanson se classe premier du Billboard Hot 100 pendant six semaines. La tournée The Heist World Tour débute en août 2012 et fait la promotion de l'album. Le 26 janvier 2014, Macklemore joue Same Love à la 56e édition des Grammy Awards. En janvier 2015, Lewis annonce sur Twitter la sortie de son troisième album pendant la seconde moitié de l'année. Le 5 août 2015, Macklemore publie une chanson gratuite, Growing Up (Sloane's Song), qui fait participer Ed Sheeran. Le 27 août 2015, le duo publie une nouvelle chanson, Downtown en featuring avec Eric Nally, Kool Moe Dee, Melle Mel, et Grandmaster Caz ; elle est jouée aux MTV Video Music Awards le 30 août 2015. Downtown est incluse dans leur nouvel album, This Unruly Mess I've Made, qui est publié le 26 février 2016. Le 22 janvier 2016, le duo publie White Privilege II, second single de This Unruly Mess I've Made.

## Discographie

### Solo

#### Album studio
- 2008 : Symmetry and Ryan Lewis[2] (avec Symmetry)

#### EP
- 2008 : Instrumentals[4]

### Macklemore et Ryan Lewis
- 2012 : The Heist
- 2016 : This Unruly Mess I've Made